# Staništa
Staništa is een plaats in de gemeente Karlobag in de Kroatische provincie Lika-Senj. De plaats telt 10 inwoners (2001).